# Hotel Transsilvanien 4 – Eine Monster Verwandlung
Hotel Transsilvanien 4 – Eine Monster Verwandlung (alternativ auch Hotel Transsilvanien – Eine Monster Verwandlung) ist ein Animationsfilm und der vierte Teil der Hotel-Transsilvanien-Reihe. Der Film wurde am 14. Januar 2022 als Video-on-Demand auf Prime Video veröffentlicht.

## Handlung
Im Hotel Transsilvanien finden die Feierlichkeiten zum 125. Jubiläum statt, anlässlich derer Dracula eigentlich verkünden wollte, dass er sich mit Ericka in den Ruhestand zurückziehen und das Hotel an Mavis und Johnny übergeben möchte. Mavis, die eine entsprechende Unterhaltung zwischen Ericka und Dracula mitgehört hat, berichtet Johnny von dieser Sensation, der vor Begeisterung darüber ganz aus dem Häuschen ist und nichts Besseres zu tun hat, als Dracula von den Änderungen zu berichten, die er am Hotel vornehmen will.
Dracula, der schon wenig von den Veränderungen begeistert war, die Johnny an der von Dracula akribisch geplanten Feier vorgenommen hatte, bekommt große Zweifel, ob er mit der Übergabe an Mavis und Johnny nicht einen großen Fehler macht, und erfindet aus dem Stegreif ein uraltes Immobilienrecht, nach dem kein Gebäude einem Menschen übertragen oder vererbt werden darf. Johnny ist völlig am Boden zerstört, was Van Helsing mitbekommt, der Johnny daraufhin in sein Labor führt und ihm ein experimentelles Gerät zeigt, mit dem Menschen und Tiere in Monster verwandelt werden können. Johnny wittert seine Chance, als Monster doch das Hotel bekommen und führen zu können. Zur Demonstration verwandelt Van Helsing das Meerschweinchen Gigi in ein lila Meerschweinchenmonster. Johnny ist begeistert und wird von Van Helsing ebenfalls in ein Monster verwandelt.
Dracula entdeckt die Verwandlung, macht sich Vorwürfe und ist vor allem besorgt darüber, was Mavis wohl von ihm denkt, wenn sie von seiner Lüge und Johnnys Verwandlung erfährt. Deswegen versucht er, Johnny mit der Maschine wieder in einen Menschen zu verwandeln. Während Johnny allen Schüssen ausweichen kann, trifft Dracula unter anderem einen Brunnen, aus dem später Frank, Wayne, Griffin und Murray trinken und sich dann in Menschen verwandeln. Auch Dracula wird durch Reflexionen von einem Schuss getroffen, wird zum Menschen und verliert dadurch auch alle seine übernatürlichen Fähigkeiten.
In diesem Tumult wird das Gerät, das Menschen und Monster verwandelt hat, schwer beschädigt. Der Kristall, der zur Reparatur notwendig wäre, ist laut Van Helsing sehr selten und nur in Südamerika zu finden. Während Dracula mit Frank, Wayne, Griffin, Murray und Johnny schon auf dem Weg zum Fundort des Kristalls sind, erfahren Mavis und Ericka von den Vorfällen und reisen ebenfalls nach Südamerika.
Währenddessen stellt sich in Transsilvanien heraus, dass der Strahl Gigi nicht nur in ein Monster verwandelt hat, sondern mit der Zeit immer bösartiger werden lässt. Nachdem sich die Gruppen in Südamerika gefunden haben, erfährt Johnny, dass Dracula das angebliche Immobilienrecht erfunden hat, um ihm das Hotel nicht übergeben zu müssen. Johnny ist sehr enttäuscht und denkt, dass Dracula ihn nicht in der Familie haben möchte. Gleichzeitig schreitet auch bei ihm die gleiche Verwandlung wie bei Gigi voran, d. h. er wird immer bösartiger und angriffslustiger. Ein erster Versuch Mavis‘, Johnny mit dem zwischenzeitlich reparierten Monsterfizierer in einen Menschen zurückzuverwandeln, scheitert. Schließlich lässt sich Dracula absichtlich von Johnny fangen und erklärt ihm, wie wichtig er für ihn ist, wie sehr er sein Leben zum Guten verändert hat und dass er natürlich zur Familie gehört. Daraufhin wird Johnny friedlicher und kann dann im zweiten Versuch doch wieder in einen Menschen verwandelt werden.
Alle bekommen ihre ursprüngliche Form wieder und kehren nach Hause zurück, wo sie feststellen müssen, dass das Gigi-Monster das Hotel völlig verwüstet hat. Gigi wird wieder in ein Meerschweinchen verwandelt, Dracula übergibt das Hotel an Mavis und Johnny, die es nach einem Jahr in äußerlich gleicher Form, aber innen als Hotel & Spa modernisiert wiedereröffnen.

## Produktion und Veröffentlichung
Regie führten Derek Drymon und Jennifer Kluska. Die Drehbücher schrieben Amos Vernon, Nunzio Randazzo und Genndy Tartakovsky. Der Produzent war Alice Dewey Goldstone. Die Musik komponierte Mark Mothersbaugh. Für den Schnitt verantwortlich war Andrew Appelle und Lynn Hobson. Der Film kam am 14. Januar 2022 als Video-on-Demand auf Prime Video raus.

## Synchronisation
Die deutschsprachige Synchronisation entstand bei Iyuno Germany nach dem Dialogbuch von Elisabeth von Molo, die auch die Dialogregie übernahm. Die musikalische Leitung übernahm Cornelia Steiner. Die Liedtexte stammten von Nina Schneider.
| Rolle                | Originalsprecher   | Deutscher Sprecher       |
| -------------------- | ------------------ | ------------------------ |
| Jonathan „Johnny“    | Andy Samberg       | Sebastian Schulz         |
| Mavis                | Selena Gomez       | Lea Kalbhenn             |
| Ericka               | Kathryn Hahn       | Anke Engelke             |
| Van Helsing          | Jim Gaffigan       | Axel Lutter              |
| Wayne                | Steve Buscemi      | Tobias Lelle             |
| Wanda                | Molly Shannon      | Nadine Heidenreich       |
| Griffin              | David Spade        | Tobias Kluckert          |
| Frankenstein „Frank“ | Brad Abrell        | Hans-Eckart Eckhardt     |
| Eunice               | Fran Drescher      | Kerstin Sanders-Dornseif |
| Graf Dracula         | Brian Hull         | Rick Kavanian            |
| Murray               | Keegan-Michael Key | Daniel Zillmann          |
| Dennis               | Asher Blinkoff     | Vicco Clarén             |
| Party Monster        | Ninja              |                          |

## Kritik
Der filmdienst urteilte, die „Ermüdungserscheinungen des Konzepts sind in diesem erneuten Aufguss unübersehbar geworden: Der Plot ist weit hergeholt, leidet an Ereignislosigkeit und wird nur durch einige witzige Einfälle der Animatoren und die Nebenfiguren etwas aufgewertet“.